# Reform Party

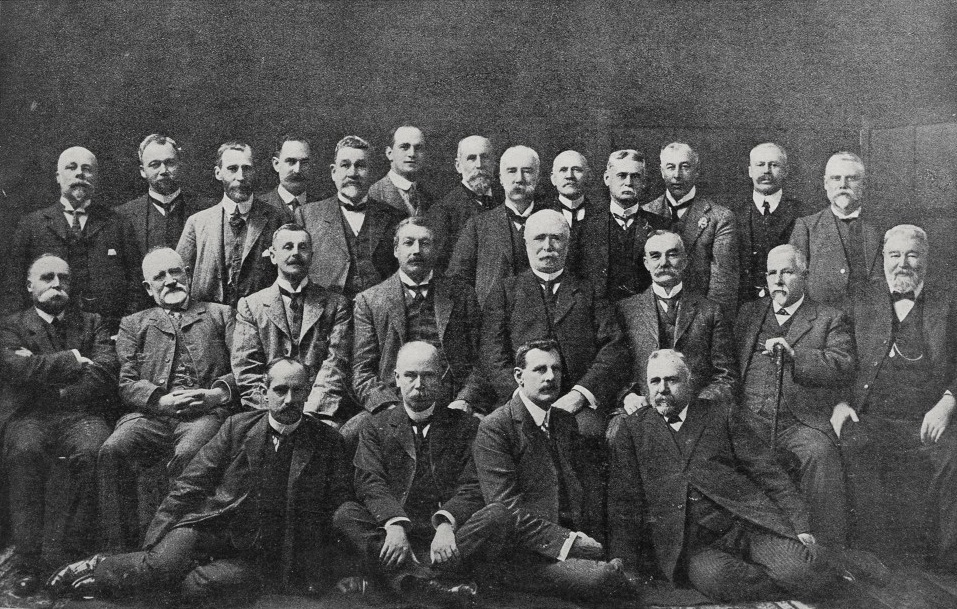
Reform Party w 1909

Reform Party (Partia Reform lub Partia Reformistyczna) – partia polityczna o profilu konserwatywnym, działająca w Nowej Zelandii w latach 1909–1936. W latach 1912–1928 i 1931–1935 była partią rządzącą (samodzielnie lub w koalicjach).
Powstała jako druga partia w historii Nowej Zelandii. Jej założycielami byli parlamentarzyści o poglądach konserwatywnych, pozostający w opozycji do rządzącej w latach 1891–1912 Partii Liberalnej. Już od 1903 zaczęli oni gromadzić się wokół osoby Williama Masseya. W 1909 oficjalnie zainaugurowali działalność partii. Najważniejszymi elementami programu były reforma administracji państwowej oraz reforma rolna, idąca w kierunku uwłaszczenia rolników na dzierżawionej przez nich dotąd ziemi.
W wyborach w 1911 reformiści po raz pierwszy uzyskali więcej mandatów parlamentarnych od liberałów, jednak ci zdołali początkowo utrzymać się przy władzy dzięki wsparciu deputowanych niezrzeszonych. W 1912 Reform Party przeforsowała jednak wotum nieufności dla liberalnego gabinetu Thomasa Mackenzie'ego i utworzyła własny rząd, na którego czele stanął Massey. W okresie I wojny światowej oba konkurencyjne ugrupowania tworzyły wojenny rząd jedności narodowej, w którym Massey był premierem, a Joseph Ward drugą pod względem znaczenia osobą (formalne stanowisko wicepremiera jeszcze wówczas nie istniało). Od 1919 reformiści ponownie rządzili samodzielnie. Po śmierci Masseya w 1925 i krótkim okresie tymczasowego sprawowania urzędu premiera przez Francisa Bella, nowym szefem partii i rządu został Gordon Coates.
Wybory z 1928 przyniosły remis między reformistami a nową Partią Zjednoczoną (United Party). Władzę przejęła jednak ta ostatnia, korzystając z poparcia Partii Pracy. W 1931 Reform Party i United Party zawarły koalicję, która przetrwała do 1935, kiedy to obie partie straciły władzę na rzecz labourzystów. Rok później nastąpiło połączenie obu ugrupowań w istniejącą do dziś Nowozelandzką Partię Narodową.